# Eduard Cupák
Eduard Cupák (10. března 1932 Brno – 23. června 1996 Praha) byl český filmový a divadelní herec, rozhlasový umělec a dabér.

## Život
Narodil se 10. března 1932 v Brně-Řečkovicích. Jeho otcem byl tiskárenský řidič Václav Cupák, který spolu s matkou Antonií měl ještě o 6 let starší dceru Floriku (Květu). Za druhé světové války, v roce 1942, mu otce i babičku popravili nacisté za tisk falešných potravinových lístků. V roce 1947 ukončil měšťanskou školu a poté studoval herectví na Státní hudební a dramatické konzervatoři a Divadelní fakultě Janáčkovy akademie múzických umění (JAMU) v Brně. Už jako nadaný konzervatorista a student JAMU hostoval v letech 1948–1951 ve Státním divadle v Brně. Ve filmu debutoval rovněž během studií v roce 1950, a to v úloze Tomáše, syna uprchlého myslivce v historickém dramatu Temno. Na udání kvůli tehdy trestné homosexualitě byl však také za studií vyslýchán Státní bezpečností. Porušení zákazu účinkování mimo školu (v představení Krysaře) se stalo záminkou pro kárnou komisi, která se mu těsně před koncem studia v roce 1951 snažila zabránit v dokončení školy i získání angažmá. Měl pak nastoupit do továrny těžkého průmyslu v Kuřimi.
Odešel však do Prahy na konkurz k filmu. Režisér Václav Krška si ho i přes značné problémy prosadil v roli Aloise Jiráska do svého filmu Mladá léta (1952) navzdory protestům kárné komise i ministra kultury. Krška si jej oblíbil a obsazoval jej i do svých dalších filmů Měsíc nad řekou (1953) či Stříbrný vítr (1954). V obou případech Cupák ztvárnil úlohy citlivých zasněných mladíků-intelektuálů a díky jeho mladistvému vzhledu mu zůstaly role mladých chlapců až do poloviny 60. let, stal se jimi velmi populárním. V pohádce Labakan (1956) ztvárnil líného krejčovského tovaryše hrajícího si na sultánova syna. V dramatu Vina Vladimíra Olmera (1956) hrál medika Vladimíra, v romantickém dramatu Žižkovská romance (1958) fasádníka Cínu, v dramatu Cesta zpátky (1958) člena party chuligánů Freddyho, v romantickém dramatu Sny na neděli (1959) nemocného studenta Jindru, v dramatu První parta (1959) bývalého studenta pracujícího v dolech Standu Půlpána nebo mladého dělníka sirkárny Josefa Rezlera v historickém dramatu Pochodně (1960).
V letech 1955–1959 a pak znovu 1961–1967 byl též členem souboru Městských divadel pražských. V roce 1959 přešel do Divadla S. K. Neumanna, kde mimo jiné hrál Cida ve stejnojmenné hře Pierra Corneillea. Od roku 1968 už v divadlech jen hostoval.
V 60. letech začal účinkovat v televizi. Pro svůj kultivovaný projev a nezaměnitelný hlubší hlas byl často obsazován i do úlohy vypravěče, věnoval se také dabingu.
Kvůli podpisu dokumentu Dva tisíce slov mu bylo zakázáno účinkování v televizi a filmy směl natáčet jen jednou za rok.
V období normalizace dokázal odmítnout tzv. normalizační filmové role i podpis Anticharty, nevyužil ani možnosti emigrace. Byl hojně obsazován v celé řadě spíše vedlejších rolí.
Patřil mezi umělecké osobnosti, o nichž bylo veřejně známo, že jsou gayi, přestože o svém soukromém životě příliš nemluvily. Jeho životním partnerem se v roce 1959 stal technik ČKD Václav Květ (1936–2019). 37 let trvající celoživotní soužití s partnerem prožíval nenápadně a bez skandálů. Nejprve spolu žili v domě na Novotného lávce u Karlova mostu, odkud se později, po smrti Václava Kršky, přestěhovali do jeho bytu ve Sněmovní ulici 7 naproti pozdějšímu sídlu Parlamentu České republiky. Později si také vlastními silami vybudovali své letní sídlo v mlýně v Brtnici. Koncem života Cupáka zhoršující se rozedma plic, podpořená vydatným kuřáctvím, donutila ukončit uměleckou činnost. Své nemoci podlehl 23. června 1996. Po jeho smrti Květ zůstal bydlet ve Sněmovní 7, v polovině 10. let 21. století se však musel odstěhovat z důvodu celkové rekonstrukce domu.

## Filmografie
- Temno (1950) – Tomáš
- Mladá léta (1952) – Alois Jirásek
- Měsíc nad řekou (1953) – Vilík Roškot
- Olověný chléb (1953) – Kadeřavý Ferry
- Přicházejí z tmy (1953) – Ludvík
- Ztracená stopa (1953) – Pavel Kříž
- Květ republiky (1954, krátký film FAMU) – Karel Svoboda, syn
- Jan Hus (1954) – tovaryš Stašek
- Stříbrný vítr (1954) – Jan Ratkin
- Z mého života (1955) – Dvořák
- Vina Vladimíra Olmera (1956) – Vladimír Olmer
- Labakan (1956) – Labakan
- Ročník 21 (1957) – Pepouš
- Žižkovská romance (1958) – Cína
- Cesta zpátky (1958) – František Pastyřík
- Sny na neděli (1959) – Jindra
- Dům na Ořechovce (1959) – Karel
- První parta (1959) – Stanislav Půlpán
- Lidé jako ty (1960) – Jirka
- Pochodně (1960) – Josef Rezler
- Horoucí srdce (1962) – prof. Mužák
- Jak se zbavit Helenky (1967) – sportovní redaktor
- Rekviem za kouzelnou flétnu (1968, TV film) – W. A. Mozart
- Pasiáns (1969, TV film) – Filip
- Rozhovory (1969, TV film) – poražený
- Kladivo na čarodějnice (1969) – farář Schmidt
- Julián odpadlík (1970, TV film) – Řehoř
- Byly noci májové (1970, TV film) – Rajniš
- Pane, vy jste vdova! (1970) – Steiner
- Taková normální rodinka (1971, TV minisérie) – Péťa
- Chléb a písně (1971, TV film) – Vinci
- Pět mužů a jedno srdce (1971) – dr. Hofman
- Vím, že jsi vrah (1971) – por. Zeman
- F. L. Věk (1971, TV seriál) – Mozart
- Lupič Legenda (1972) – Jindřich Legenda
- Tajemství zlatého Buddhy (1973) – Krasl
- Velké trápení (1974) – otec
- Sedmého dne večer (1974) – Martan
- Akce v Istanbulu (1975) – Powell
- Pomerančový kluk (1975) – Janeš
- Mys dobré naděje (1975) – Vaniš
- Paleta lásky (1976) – Neruda
- Případ mrtvých spolužáků (1976) – Landkamer
- Mladý muž a bílá velryba (1978) – Viktor Panc
- Dnes v jednom domě (1979, TV seriál) – Víťa
- Kam nikdo nesmí (1979) – Valenta
- Čas pracuje pro vraha (1979) – Pernata
- A zlehka zazvoní (1982, TV film) – Josef, rež. Jiří Bělka[9]
- Poklad hraběte Chamaré (1984) – abbé
- Až do konce (1984) – hauptsturmbannführer
- Figurky ze šmantů (1987) – Ing. Tomanec
- Requiem pro panenku (1991) – doktor
- Nesmrtelná teta (1993) – Rozum
- Princezna ze mlejna (1994) – vypravěč
- Narcisový dům (1994) – otec

## Televize
- 1965 Zločin na poště (TV inscenace povídky) – adjunkt Houdek
- 1967 Amatér (TV film) – role neurčena
- 1969 Rozhovory (TV film) – obžalovaný
- 1973 Nová metoda malíře Smithe (TV komedie) – role: malíř
- 1983 Oblouk světla (TV inscenace)
- 1987 Panoptikum města pražského – Němec Poltz v Pozdravu z dovolené
- 1989 Úraz (TV film) – Dr. Bezděk, tatínek Aleny
- 1991 Zálety koňského handlíře (TV inscenace)
- 1991 Uzavřený pavilón (TV inscenace)
- 1991 Útěk do vězení (TV inscenace)
- 1991 Tedaldo a Elisa (TV inscenace)
- 1991 Oko za oko (TV inscenace)
- 1991 Láska zlatnice Leonetty (TV inscenace)
- 1992 Dáma ví, kdy přijít (TV inscenace)

## Rozhlas
- 1968 František Langer: Kruh. Dramatizace detektivky, Československý rozhlas Praha, role: studentův přítel, režie: Miroslava Valová
- 1983 Miroslav Krleža: Leda - Československý rozhlas Praha, role: Oliver Urban, režie: Jan Lorman
- 1986 Theodore Dreiser: Americká tragédie,  dvoudílná četba na pokračování, Československý rozhlas Praha: režie: Jiří Horčička, role: prokurátor.
- 1991 Jean Racine: Britannicus, Československý rozhlas, režie Josef Melč – role: Narcissus[10]
- 1992 Viktor Hugo: Bídníci, Československý rozhlas, režie Jiří Horčička - role: Javert
- 1994 Robert Louis Stevenson: Podivný případ Dr. Jekylla a pana Hyda[11]

## Audioknihy
Cupák namluvil i několik audioknih:
- Makový mužíček
- Polní žínka Evelínka
- Malý princ